# Het weerloze rijk
Het weerloze rijk (Naked Empire) is een fantasyboek van de Amerikaanse schrijver Terry Goodkind. Het is het achtste boek uit de reeks De wetten van de magie. Dit deel gaat verder waar het vorige geëindigd is. 

## Samenvatting van het boek
Het verhaal begint met de weg vanaf de Zuilen der Schepping richting de bewoonde wereld. Hun reis wordt echter onderbroken door Nicholas de Glij.  De situatie wordt er niet beter op wanneer Owen, een man van Bandakar, hem vergiftigd zodat Richard verplicht wordt het Bandakareinse rijk van het juk van de Imperiale Orde te bevrijden.
De inwoners van Bandakar zijn allen volledig onbegaafden, zoals Richards halfzus Jennsen. Zij blijken afstammelingen van het huis van Rahl te zijn, die verbannen werden naar de oude wereld, na het eindigen van de grote oorlog, drieduizend jaar geleden. De mensen van de oude wereld verbanden de bannelingen op hun beurt. Kaja-Rang, een machtige tovenaar, sloot hen op achter een magische grens, met als enige uitgang een weg dat naar de Zuilen der Schepping liep. De verbanning in de oude wereld, was niet in de eerste plaats doordat de mensen volledig onbegaafd waren, maar omdat zij ‘het kwaad niet konden zien’. In plaats van het kwaad te erkennen, omarmden zij een filosofie die hen aanspoorde om de realiteit te ontkennen en te geloven in een betere wereld naast deze.  Zij verzaakten aan alle mogelijke vormen van geweld en veroordeling. Ze vochten niet, maar gaven zich direct over aan elke agressor. Dit was de hoofdreden dat ze verbannen werden, hun ideeën waren immers gevaarlijk voor de oude wereld.
Richard slaagt erin verschillende Bandakar te overtuigen van zijn idealen: filosofisch realisme en individuele vrijheid.  Door het veranderen van een te pacifistische cultuur, waar ze zich niet konden verdedigen, naar een realistischere cultuur zorgde ervoor dat de Bandakar de wapens opnemen om hun eigen vrijheid te bevechten. Naast het probleem van het gif dat de Bandakar hem gaven, heeft Richard ook last van zijn gave, die uit balans is.
Nathan en Ann zijn naar Bandakar gekomen om Richard “opnieuw in de profetie” te brengen. Doordat ze tijdig in Bandakar aankomen, redden ze Richard van een zekere dood, door het gif te vertragen. Ze zijn echter niet in staat om zijn gave weer in balans te brengen.
Op zeker moment ontdekt Richard dat het niet eten van vlees niet het tegengewicht was van de noodzaak om mensen te doden. Daarmee kwam zijn geloof in zichzelf aan het wankelen en daarmee ook zijn kwaliteiten. Dit zorgde er niet alleen voor dat de gave in hem begon te vervagen, maar dat ook de magie van het zwaard van de waarheid begon te vervagen. Na deze ontdekking, begint Richard opeens weer vlees te eten, omdat hij zich realiseert dat zijn acties gerechtvaardigd werden door zichzelf en dus in evenwicht waren. Er was geen nood aan een evenwicht op dat vlak, omdat het evenwicht er al is.
Nadat Richard zijn gave weer in orde was, ging hij en de Bandakar verder met de vernietiging van de resterende kampementen in Bandakar. In een van die kampen werd Nicholaas gedood en werd Kahlan en enkele andere dorpelingen bevrijdt. Richard moest nog altijd het laatste deel van het tegengif krijgen, maar dat laatste deel was vernietigd door Nicholaas. Daardoor moet hij proberen met zijn gave een tegengif te bereiden voor hem.
Op het moment dat in Bandakar de strijd losbarstte, werden Adie en Zedd gevangengenomen terwijl de tovenaarsburcht werd veroverd door mannen van Bandakar. Zij werden gedwongen dit te doen. Zedd en Adie worden in een tent gezet en gedwongen om verschillende objecten, die vanuit de Tovenaarsburcht werden meegenomen, te beschrijven aan een Zuster van de Duisternis. Indien zij weigerden, moesten zij naar het geschreeuw van de kinderen luisteren, terwijl de ouders, die zich in dezelfde tent bevonden, smeekten om de levens van hun kinderen te redden door de informatie te geven.
Door het beschrijvingsproces is Zedd in staat om een geconstrueerde bezwering los te laten, zodat alle spullen vanuit de burcht vernietigd zouden worden, samen met een groot deel van de omstanders. Zedd en Adie zouden ook vernietigd worden, als kapitein Zimmer, Chase en Rachel er niet geweest waren. Adie ging met kapitein Zimmer en zijn mannen mee, bevrijdde de families en vertrok naar D’Hara. Zedd, Chase en Rachel gingen terug naar de burcht om deze opnieuw voor hen op te eisen.